# São Pedro (Jarmelo)
São Pedro de Jarmelo ist ein Ort und eine ehemalige Gemeinde (Freguesia) im portugiesischen Kreis Guarda. Die Gemeinde hatte 183 Einwohner (Stand 30. Juni 2011).
Am 29. September 2013 wurden die Gemeinden Jarmelo (São Pedro) und Gagos zur neuen Gemeinde Jarmelo São Pedro zusammengeschlossen. Jarmelo (São Pedro) ist Sitz dieser neu gebildeten Gemeinde.